# Discovery Home & Health
Discovery Home & Health là kênh truyền hình có trụ sở tại Vương quốc Anh. Khu vực phát sóng của kênh ở Mỹ Latinh (bao gồm Brazil), Úc, Cộng hòa Ireland, Hồng Kông, Philippines, New Zealand, Indonesia, Singapore, Thái Lan và Malaysia. Discovery Home & Health là kênh chuyên về gia đình và sức khỏe do Discovery Inc. ra mắt ở khu vực Mỹ Latin năm 1998, ở Anh năm 2000 và ở châu Á từ năm 2004.

## Chương trình phát sóng ở châu Á
- 18 Kids and Counting
- A Baby Story
- Big Medicine
- Bulging Brides
- Fixing Dinner
- Jon & Kate Plus 8
- Little People, the World
- A Makeover Story
- Perfect Housewife
- Runway Moms
- Shalom in The Home
- Strictly Dr. Drew
- Til Debt Do Us Part
- Yummy Mummy

Tất cả các đài truyền hình tại Việt Nam muốn phát sóng kênh Discovery Home & Health cần phải mua bản quyền trực tiếp.